# Jacek Milewski (pedagog)
Jacek Milewski (ur. 28 czerwca 1966 w Suwałkach) – polski pisarz, dziennikarz i nauczyciel. 

## Życiorys
Współzałożyciel (razem z księdzem Jerzym Zawadzkim) i w latach 1993–2009 dyrektor jedynej w Polsce szkoły romskiej (Parafialna Szkoła Romska w Suwałkach) działającej od 1993. Autor publikacji i programów telewizyjnych o tematyce cygańskiej, świecki teolog. Jest też dziennikarzem i wieloletnim współpracownikiem oddziału Telewizji Polskiej w Białymstoku.
Autor zbiorów opowiadań o Cyganach pt. „Dym się rozwiewa” (Zysk i S-ka, 2008) i „Chyba za nami nie traficie” (W.A.B., 2013). Laureat nagrody nagrody literackiej im. Beaty Pawlak za książkę „Dym się rozwiewa” w 2009 roku. Przyznawana jest ona za publikacje na temat innych kultur, religii i cywilizacji. Jury w uzasadnieniu werdyktu napisało, że książka Milewskiego przedstawia „nieznany świat, który jest tuż, obok, na wyciągnięcie ręki”. Książka była również finalistką Nagrody Mediów Publicznych „Cogito”.
W polskiej literaturze Romowie byli dotąd albo brudnymi żebrakami albo uwodzili śpiewem i tańcem przy ognisku. Książka Jacka Milewskiego jest bez wątpienia przełomowa, gdyż pokazuje Romów zupełnie inaczej: jako uczestników tej samej, „naszej” codzienności – przed telewizorem, ekranem komputera, w szkole i szpitalu. To opowieść o sąsiadach, a nie o obcych. A swoich sąsiadów znać wypada. Dlatego gorąco zachęcam do lektury – stwierdził w recenzji „Dym się rozwiewa” prof. Waldemar Kuligowski, antropolog kultury UAM w Poznaniu, eseista i autor programów telewizyjnych.
Tłumaczył dialogi na cygański i uczył tego języka polskich aktorów przy realizacji filmu „Papusza” w reżyserii Joanny Kos-Krauze i Krzysztofa Krauzego.
Mieszka w Warszawie.